# Lurabee-Gletscher
Der Lurabee-Gletscher ist ein 43 km langer Gletscher an der Wilkins-Küste des Palmerlands auf der Antarktischen Halbinsel. Er fließt in östlicher Richtung zwischen den Scripps Heights und den Finley Heights zum Bertius Inlet.
Erstmals gesichtet hat ihn der australische Polarforscher Hubert Wilkins bei einem Überflug am 20. Dezember 1928. Wilkins hielt den Gletscher irrtümlich für einen Kanal, der die Antarktische Halbinsel durchschneidet. Benannt ist der Gletscher nach Lura Brown Shreck (1891–1955), die Wilkins bei der Veröffentlichung seines Buches Flying the Arctic behilflich war.